# قصة طوكيو
قصة طوكيو هو فيلم ياباني من إخراج ياسوجيرو أوزو، صدر في عام 1953.

## قصة
قصة زوجين متقاعدين يأتون إلى طوكيو لزيارة أبنائهم ولكن يكتشفون انشغال ابنائهم في حياتهم اليومية و لا يجدون اهتماماً كافياً. يستخدم أوزو هذه القصة لوصف بداية تفكك نظام الأسرة في اليابان.
هذا الفيلم صنف كأحسن فيلم في تاريخ السينما اليابانية و من خمس أحسن أفلام عالمياً، و ساهم في شهرة مخرجه أوزو في الغرب.

## وصلات خارجية
- قصة طوكيو على موقع IMDb (الإنجليزية)
- قصة طوكيو على موقع ميتاكريتيك (الإنجليزية)
- قصة طوكيو على موقع روتن توميتوز (الإنجليزية)
- قصة طوكيو على موقع نتفليكس (الإنجليزية)
- قصة طوكيو على موقع ألو سيني (الفرنسية)
- قصة طوكيو على موقع Turner Classic Movies (الإنجليزية)
- قصة طوكيو على موقع أول موفي (الإنجليزية)
- قصة طوكيو على موقع فيلمافينيتي (الإسبانية)
- قصة طوكيو على موقع قاعدة بيانات الأفلام السويدية (السويدية)
- قصة طوكيو على موقع قاعدة بيانات الفيلم (الإنجليزية)